# Phí Thi
Phí Thi (費詩) là quan nhà Thục Hán thời Tam Quốc trong lịch sử Trung Quốc. Ông từng phục vụ dưới thời Lưu Chương tới thời Lưu Thiện.

## Sự nghiệp
Phí Thi có tên tự là Công Cử (公舉), người huyện Nam An, quận Kiện Vi (thuộc Ích châu). Thời Lưu Chương cầm quyền ở Ích châu, ông được dùng làm Huyện lệnh huyện Miên Trúc. Năm 214, Lưu Bị tiến đánh Miên Trúc, Phí Thi sớm ra hàng.
Lưu Bị chiếm được Thành Đô, lĩnh chức Ích châu mục, dùng Phí Thi làm Đốc quân Tòng sự, rồi đổi ra ngoài làm Thái thú Tường Kha, sau đó trở về lại Ích châu được làm Tiền bộ Tư mã.
Năm 219, Lưu Bị xưng làm Hán Trung Vương, phái ông đến Kinh châu phong Quan Vũ làm Tiền tướng quân. Quan Vũ nghe tin Hoàng Trung được thăng làm Hậu tướng quân, bèn nổi giận vì phải cùng đứng ngang hàng với Hoàng Trung và nhất quyết không nhận thụ phong.
Phí Thi nói với Quan Vũ rằng: 
"Kẻ lập vương nghiệp, phải biết dụng hết nhân tài. Xưa Tiêu - Tào cùng với Cao Tổ thân thiết từ thủa nhỏ, mà Trần - Hàn là kẻ vong mệnh đến sau, khi luận công ban tước, Hàn được ngôi cao nhất, cũng chưa nghe thấy Tiêu – Tào buông lời oán giận. Nay Hán Vương xét công lao, sùng kính Hán Thăng (tức Hoàng Trung), chẳng có ý gì khinh trọng giữa quân hầu và Hoàng tướng quân vậy! Vả lại Hán [Trung] Vương và quân hầu cũng giống như một thể, cùng hưởng yên vui cùng chung lo lắng, hoạ phúc cùng chia, theo ngu ý của tôi thì quân hầu chẳng nên so đo quan hiệu cao thấp, tước lộc ít hay nhiều vậy. Kẻ hèn này chỉ là viên sứ giả, vâng mệnh người khác mà đến, nếu quân hầu chẳng nhận thụ phong, tôi cũng phải trở về thôi, song tôi thực sự tiếc về hành vi của tướng quân, sợ rằng sau này tướng quân phải hối hận."
Quan Vũ tỉnh ngộ ra, vội vàng cúi nhận ấn thụ.
Sau này các quan bàn muốn tôn Lưu Bị lên ngôi hoàng đế, Phí Thi tỏ ý can ngăn không nên. Lưu Bị tức giận, mới giáng chức ông xuống làm Tòng sự quận Vĩnh Xương, sau đó vẫn lên ngôi hoàng đế.
Năm 225, ông theo Gia Cát Lượng đánh Nam Trung, khi về đến huyện Hán Dương, hàng tướng Lý Hồng (từ bên Nguỵ) đến gặp Gia Cát Lượng cho biết tướng Mạnh Đạt (vốn ở Thục sang hàng Ngụy) lại muốn trở về theo Thục. Phí Thi can Gia Cát Lượng rằng: 
"Mạnh Đạt là kẻ nhỏ nhen, khi trước làm việc giúp chúa (chỉ Lưu Chương) mà bất trung, sau này lại phản bội Tiên đế (chỉ Lưu Bị), thật là kẻ phản phúc, sao đáng thư từ hứa hẹn đây!"
Gia Cát Lượng không nghe, vẫn tiếp nhận Mạnh Đạt quay về để cùng giáp công đánh Ngụy. Nhưng Nguỵ Minh Đế Tào Duệ đã sai Tư Mã Ý nhanh chóng đến Tân Thành chém được Mạnh Đạt. Gia Cát Lượng cũng vì Mạnh Đạt không thành tâm nên không đến cứu trợ.
Năm 234, Gia Cát Lượng mất, Tưởng Uyển nắm việc chính sự. Phí Thi được phong làm Gián Nghị đại phu. Sau này Phí Thi mất tại nhà, không rõ năm nào. Ông hoạt động trong khoảng thời gian trên 20 năm.